# Laktogeneza
Laktogeneza – jedna z faz laktacji, proces przygotowujący gruczoł sutkowy podczas ciąży do pełnienia funkcji wydzielniczej. 

## Etapy laktogenezy
Laktogeneza zachodzi podczas, jak i po okresie trwania ciąży. 
Wyróżniamy takie etapy jak:
W trakcie ciąży:
- laktogeneza I

Po ciąży:
- laktogeneza II
- laktogeneza III

### Laktogeneza I
Jest to etap hormonalny (endokrynny) regulacji laktacji. Zmiany zachodzą pod wpływem hormonów wydzielanych endokrynnie oraz przez łożysko. Są to takie hormony jak: prolaktyna, progesteron, estrogeny.
Wzrasta tkanka gruczołowa oraz tworzą się nowe zraziki wydzielnicze, co sprawia, że piersi ulegają powiększeniu. 
Następuje również różnicowanie komórek nabłonka wyściełającego pęcherzyki wydzielnicze pod wpływem progesteronu łożyskowego. Poszerza się też światło pęcherzyków i pojawia się w nich początkowo wydzielina beztłuszczowa, a następnie siara. Jednakże wydzielanie mleka jest hamowane podczas ciąży przez hormony steroidowe łożyska. Podczas uciskania piersi można uzyskać ewentualnie kilka kropel siary. Mleko przedporodowe (ang. prepartum milk) jest produkowane już od około 16 tygodnia ciąży. Rozrasta się także tkanka tłuszczowa, co tworzy magazyn energii, która jest potrzebna w okresie laktacji. Zwiększa się ukrwienie i przepływ krwi. Pod koniec ciąży masa sutka wzrasta o około 200–300 g.

### Laktogeneza II
Jest to etap nawału mlecznego. Następuje w 30–40 godzin po porodzie.
Kiedy łożysko zostaje wydalone, stężenie estrogenów i progesteronu gwałtownie się obniża, natomiast stężenie prolaktyny pozostaje wysokie. Powinowactwo receptorów dla prolaktyny w gruczole sutkowym wzrasta bezpośrednio przed porodem, co skutkuje obfitym wytwarzaniem mleka w 2–3 dobie po porodzie. Ten moment następuje niezależnie od ssania piersi przez dziecko.

### Laktogeneza III
Laktogenezą III nazywamy okres karmienia, w którym wydzielanie mleka jest utrzymane na odpowiednim poziomie przez cały jego okres (stabilizacja laktacji).
Zazwyczaj dostosowanie poziomu wydzielania mleka do potrzeb dziecka następuje w czasie pierwszych 2–4 tygodni. Laktacja jest regulowana przez mechanizm autokrynny oraz dobrze działające odruchy prolaktynowy i oksytocynowy.